# Средњошколски центар Братунац
Средњошколски центар Братунац је установа средњошколског образовања у општини Братунац.
Средња школа у Братунцу је основана 1964. године, од стране општине Братунац, под називом Грађевинска техничка школа, за потребе братуначке привреде. Од 1986. године ради у новоизграђеној згради школе, са 11 087 2 простора, који обухвата учионице, амфитеатре, спортску дворану и библиотеку са преко 8 000 примерака књижне грађе.
Данас школа образује ученике у три смера: машинство, са занимањима варилац и аутомеханичар; грађевинарство, са занимањем архитектонски техничар; и електротехника, са занимањима техничар рачунарства, електронике или електроенергетике. Наставу обавља 36 професора у једној смени.